# 匈牙利駐德國大使館

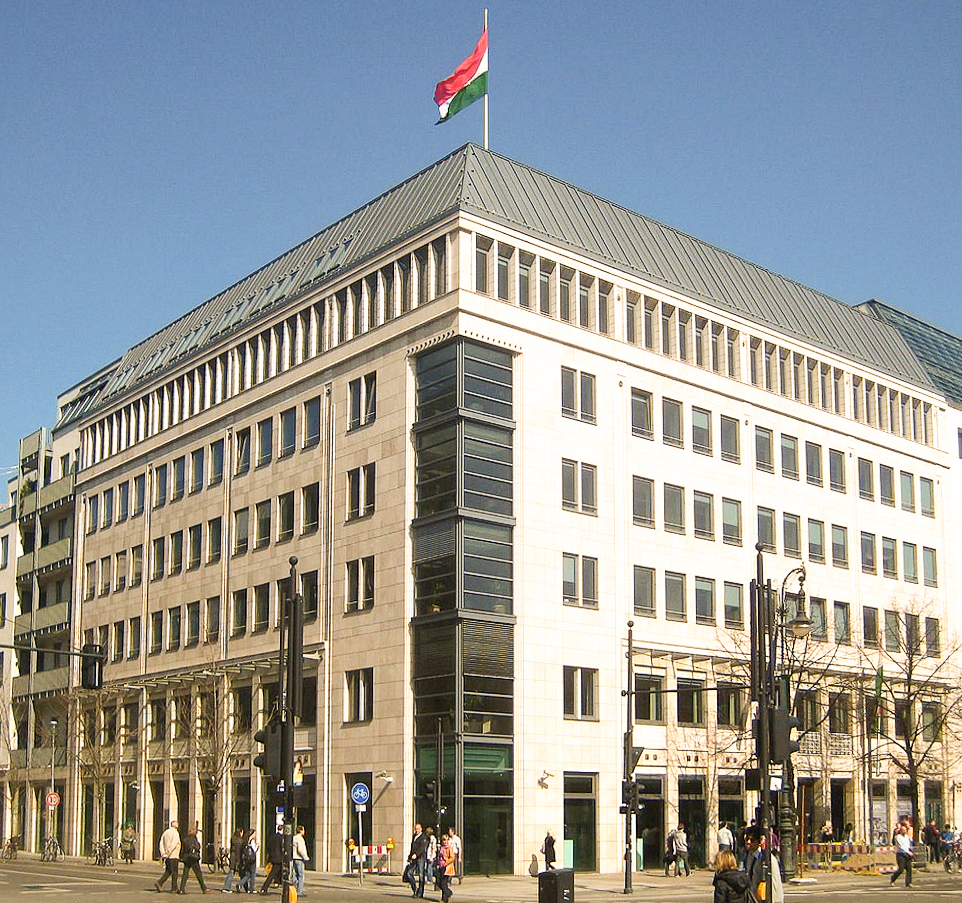
柏林匈牙利大使馆新馆，2010年

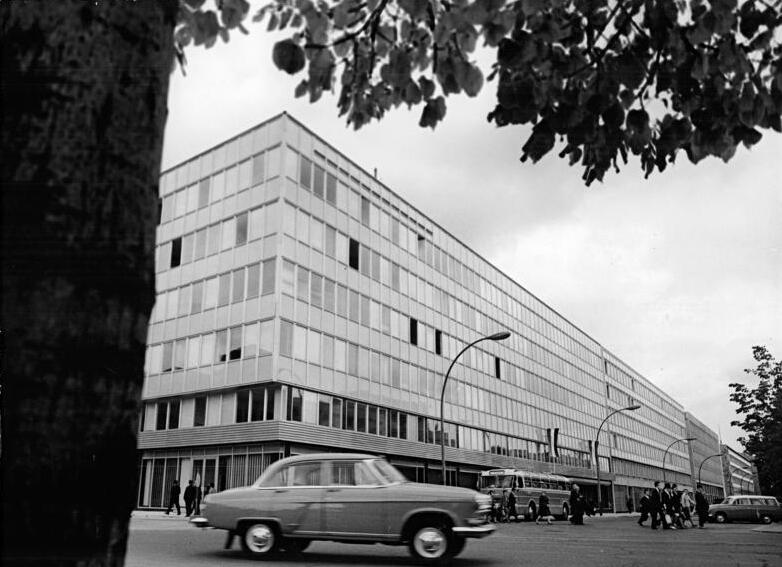
原匈牙利大使馆建筑，1966年

匈牙利駐德國大使館（匈牙利語：Magyarország berlini nagykövetsége）是匈牙利派驻德国的外交代表機構，设于米特区菩提树下大街76号。

## 历史
1918年以前，匈牙利是奥匈帝国的一部分，从1890年向德意志帝国派驻外交代表，设于 Kronprinzenufer 14号。第一次世界大战末期奥匈帝国崩溃后，独立的匈牙利王国最初在科尼利厄斯街8号设立使馆，后来迁往蒂尔加滕区德雷克街2号，靠近柏林动物园和丹麦大使馆。
第二次世界大战期间，匈牙利与纳粹德国结盟。在第二次世界大战末期，馆舍被毁。战后，匈牙利作为战败方的轴心国之一，于1947年2月根据1946年巴黎和平条约获得了国家主权。德意志民主共和国成立后不久，匈牙利人民共和国于1949年10月18日与之建立外交关系，1953年在东柏林设立了使馆，设于特雷普托区Puschkinallee 49号。1966年10月，使馆迁址菩提树下大街74–76号（奥托·格罗提渥大街转角），可以看到勃兰登堡门。匈牙利人民共和国在西柏林Reifträgerweg 27-29号设有领事馆。德国统一以及联邦政府迁往柏林后，匈牙利于1999年关闭匈牙利驻波恩大使馆，而保持柏林菩提树下大街馆址，并于1999年至2001年重建，新楼由建筑师亚当·西尔维斯特设计。